# Aerides houlletiana
Aerides houlletiana Rchb.f., 1872 è una pianta della famiglia delle Orchidacee originaria dell'Indocina.

## Descrizione
A. houlletiana è un'orchidea di taglia da media a grande che cresce epifita sugli alberi della foresta tropicale. Lo stelo, a crescita monopodiale  porta foglie ligulate e bilobate all'apice. La fioritura avviene, in primavera ed in estate, con dense infiorescenze ascellari arcuate e pendule, lunghe anche oltre 40 centimetri, con molti (da 12  a 20)  fiori, grandi da 2 a 2,5 centimetri, spessi, non troppo profumati,  con petali e sepali dal bianco al giallo e labello trilobato da bianco a viola..

## Distribuzione e habitat
A. houlletiana è una pianta originaria di Thailandia, Laos, Vietnam e Cambogia.
Cresce epifita sugli alberi della foresta sempreverde e semidecidua, dal livello del mare a 700 metri di quota.

## Coltivazione
Questa specie richiede mezz'ombra, teme la luce diretta del sole. La temperatura è consigliabile sia alta durante tutto l'anno e le irrigazioni devono essere frequenti nella fase di fioritura.